# 土木香
土木香（学名：Inula helenium）是菊科旋覆花属的植物。分布在俄罗斯、亚洲、 北美、欧洲以及中国大陆的新疆等地，生长于海拔1,800米至2,000米的地区，目前已由人工引种栽培。

## 别名
青木香（祁州）

## 外部連結
- 土木香 Tumuxiang （页面存档备份，存于） 藥用植物圖像數據庫 (香港浸會大學中醫藥學院) （中文）（英文）
- 土木香 中藥材圖像數據庫  (香港浸會大學中醫藥學院) （中文）（英文）